# Anton Achiței
Anton Achiței (n. 27 august 1947, Mânăstireni-Poenari, județul Botoșani – d. 16 aprilie 2020) a fost un interpret și compozitor român de muzică populară.

## Biografie
Anton Achiței s-a născut pe 27 august 1946 în satul Mănăstireni-Poenari, județul Botoșani, fiu al lui Vasile și al Anicăi, într-o familie cu șase copii. Din perioada copilăriei acesta a ascultat muzica unor interpreți precum Gică Petrescu, Maria Tănase și Ioana Radu, iar prima dată când a cântat în public a fost în cadrul unei serbări școlare, în clasa a șaptea. A urmat Școala de Arte din Suceava, secția canto, după care a fost angajat al Ansamblului Casei Creației Populare din Botoșani, iar mai apoi al Ansamblului Plaiurile Bistriței din Bacău începând cu anul 1981. De asemenea, a fost profesor de canto popular la Școala de arte și meserii din Bacău. În timpul carierei de peste 40 de ani, a compus peste o sută de piese populare românești cu inspirație din variate regiuni ale țării.
În noiembrie 2019, Achiței a încercat să se sinucidă în timpul cazării într-un hotel din Suceava, în ziua dinaintea susținerii unui concert. A decedat la vârsta de 74 de ani, la data de 16 aprilie 2020.

## Discografie
Sursa:
- Dulce plai botoșenean (1988)
- Floricică din Bacău (1991)
- Izvoraș cu șipot dulce (2015)